# Rio Arșița (Ciugheș)
O Rio Arşiţa é um rio da Romênia afluente do rio Ciugheş, localizado no distrito de Bacău.